# Château de la Fleunie
Le château de la Fleunie, ou château la Fleunie, est un château français implanté au sud de la commune de Condat-sur-Vézère dans le département de la Dordogne, en région Nouvelle-Aquitaine.

## Historique

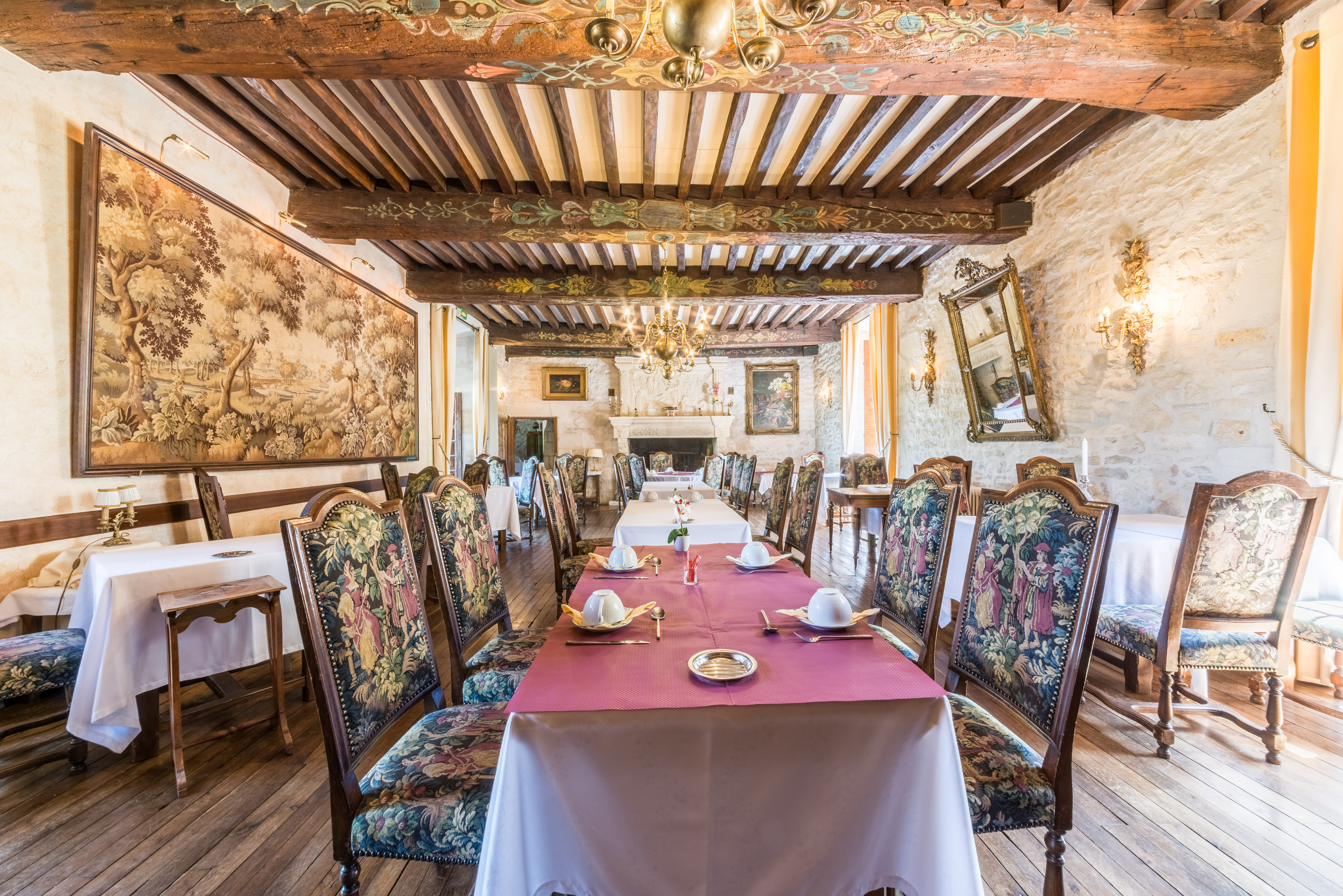
La table des Chevaliers.

### Les Hospitaliers
Bâti aux XIIe et XVe siècles sur la rive gauche de la Vézère, le château de la Fleunie fait face au château de la Petite Filolie établi sur l'autre rive. Ce repaire noble est mentionné (Mansus de la Frunya) dès 1406. Il avait en 1760 haute justice sur deux villages dans Condat.
Il se compose d'un logis flanqué de tours rondes, orné de lucarnes Renaissance et prolongé en équerre par une aile flanquée d'une tour à mâchicoulis.
Son histoire est intimement liée aux Hospitaliers de l'ordre de Saint-Jean de Jérusalem dont la commanderie se trouvait à Condat, chef-lieu des Hospitaliers en Périgord. Ce sont les vicomtes de Turenne qui permirent aux Hospitaliers de Saint-Jean de Jérusalem de s'installer à Condat en remerciement des services rendus lors des premières croisades. En 1128 fut créé, en Palestine, l'ordre religieux et militaire des Templiers. Ils entrèrent à plusieurs reprises en conflit avec les Hospitaliers qui avaient comme eux des commanderies en Europe et en Palestine. Au fil des siècles, le château de la Fleunie est devenu une demeure d'agrément habitée par les seigneurs locaux, propriétaires de vastes étendues autour du château consacrées à la culture de la vigne et à l'élevage. Une des entrées de la cour intérieure est ornée de grappes de raisin sculptées dans la pierre marquant ainsi l'entrée des chais du château et les écuries de l'époque sont devenus aujourd'hui une vaste salle de réception où sont organisés banquets, mariages et séminaires.
Après une restauration en 1990, c'est aujourd'hui un hôtel-restaurant de luxe, connu sous le nom de « Château la Fleunie » ; avec l'adjonction d'une partie contemporaine, ce sont 33 chambres qui sont proposées aux visiteurs. La salle de restaurant avec des poutres en bois décorées à la main abrite le restaurant gastronomique du château.